# Marcel Breslașu

Marcel Breslașu (Marcel Bresliska; n. 19 septembrie 1903, București – d. 29 septembrie 1966, București) a fost un poet român, de origine evreiască, cunoscut și ca fabulist, compozitor și traducător. În timpul regimului comunist a avut funcții de conducere în instituții culturale și academice. Marcel Breslașu era membru al Partidului Comunist din România din 1940.
După absolvirea liceului Spiru Haret, Breslașu s-a înscris la Facultatea de Drept și în paralel la Conservatorul din București. Și-a continuat studiile la Paris, obținând diploma de doctor în drept. În capitala Franței s-a perfecționat în compoziție la Schola Cantorum, sub îndrumarea profesorului Vincent d'Indy.
Întors în România, urma să practice o vreme avocatura, în timpul liber dedicându-se scrisului și muzicii. Și-a început cariera literară cu versuri pentru copii, publicate în revista Copilul evreu. În 1934 a scris textul și muzica la un oratoriu profan, inspirat din Biblie, Cântarea Cântărilor, ulterior reprezentat în 1938 pe scena Operei din București.
A mai scris poezii lirice și alegorice.
După război, a fost numit șef al departamentului pedagogic al Ministerului Artelor și Științelor, profesor și rector al Institutului de teatru „Ion Luca Caragiale”.
În perioada 1961-1965, Marcel Breslașu a fost redactor-șef al revistei Secolul 20.
În 1966, Marcel Breslașu a compus marșul pentru genericul serialului de televiziune românesc Cosmin, fiul zimbrului.
Breslașu a fost timp de mai mulți ani secretar al organizației de partid a Uniunii Scriitorilor.

## Distincții
- Ordinul „Steaua Republicii Populare Române” clasa a III-a (1954)[6]
- Ordinul „23 August” clasa a III-a (12 august 1959) „pentru activitate rodnică în dezvoltarea științei și culturii din Republica Populară Romînă”[7]
- Medalia „40 de ani de la înființarea Partidului Comunist din Romînia” (6 mai 1961) „pentru activitate îndelungată în mișcarea muncitorească și merite în opera de construire a socialismului”[8]
- Ordinul „Apărarea Patriei” clasa a II-a (6 mai 1961) „cu prilejul celei de-a 40-a aniversări de la înființarea Partidului Comunist din Romînia, pentru îndelungată activitate în mișcarea muncitorească, pentru merite deosebite în opera de construire a socialismului”[9]
- Premiul de Stat (1962)[10] „pentru activitatea poetică desfășurată în perioada anilor 1956-1961”.[11]
- Ordinul Muncii cl. I (1963)[12]

## Volume publicate
- Grivița Roșie, Editura de Stat, 1949
- Răsună valea, București, Editura Uniunii Tineretului Muncitoresc, 1953
- În tîrg la Iași, 66 pagini, Editura Tineretului, 1955
- Dialectica poeziei sau cântece despre cântec, Editura de Stat pentru Literatură și Artă, 1957
- Cântec de leagăn al Doncăi, Editura Tineretului, 1957
- Poezii, 150 pagini, Editura Tineretului, 1959
- Schimbul de mîine: versuri pentru copii, București, Editura Tineretului, 1959
- Valea Prahovei, 60 pagini, Editura Meridiane, 1961
- Alte "niște fabule" mici și mari pentru mari și mici, București, 1962
- Dialectica poeziei și niște fabule, 310 pagini, Editura pentru Literatură, Biblioteca pentru toți nr. 146, 1962
- Bondocel își alege o meserie, cu ilustrații de Ligia Macovei, 72 pagini, Editura Tineretului, 1964
- Ce-o să fie Bondăcel? (poezie, beletristică), Editura Ion Creangă, 1971, 1980
- Zodiac (poezii), 282 pagini, Editura Cartea Românească, 1973
- Versuri, 221 pagini, Editura Minerva, 1973

## În alte limbi
- Köpcöske (Bondocei), traducere în limba maghiară de Majtényi Erik, Ifjúsági Könyvkiadó, Bukarest, 1958.[13]

## Amintiri despre Marcel Breslașu
În cartea sa Între Capșa și Corso, Vlaicu Bârna povestește:
Pe acel timp, făceau spume prin publicațiile oficiale niște foarte modeste fabule de Marcel Breslașu. Individul cu acest nume intrase în lumea scriitorilor grație prieteniei lui cu Mihai Beniuc, prietenie clădită la „focul sacru” al crezului comunist. Întâi au locuit toți trei împreună, într-o garsonieră, pentru că uitam să spun că Breslașu era însurat, iar mai târziu respectiva soție, prin bună înțelegere, a trecut pe numele lui Beniuc. Înțelegerea a fost, de fapt, un troc: în schimbul soției, fabulistul a primit un post gras la Fondul Literar.
Dinu Săraru își amintește de perioada când era redactor-șef adjunct la revista de literatură universală Secolul XX:
Redactor-șef era Marcel Breslașu, bătrân obosit, poet, pianist, cu un umor fabulos, evreiesc, de mare clasă, dar nu se ocupa de revistă. O vedea doar când apărea.
Corneliu Leu are o viziune personală: 
Marcel Breslașu era un fel de boem antiboem, modest și leneș, crescut cu o bursă a Reginei Maria prin care ajunsese compozitor cu o singură compoziție în perioada interbelică și un cântec revoluționar al brigadierilor din 1948 intitulat "Răsună valea" (acel mineresc ”Răsună valea, răsună valea/ De la Bumbesti la Livezeni...")...

## In memoriam
Muzeul Național Brukenthal din Sibiu deține un „Portret de bărbat” (reprezentându-l pe poetul Marcel Breslașu) pictat de Alexandru Ciucurencu.